# Juan Ignacio Subías Ruiz de Villa
Juan Ignacio Loyola Subías Ruiz de Villa (Torrelavega, 23 de gener de Cantàbria, 1951) és un metge i polític valencià d'origen càntabre, diputat a les Corts Valencianes en la VII, VIII i IX.

## Biografia
Es llicencià en medicina i cirurgia, especialitat pneumologia per la Universitat de València. Treballà com a director de l'hospital de la Magdalena de Castelló el 1987-1988 i de l'Hospital General de Castelló el 1988-1993. També és soci fundador de la Societat Valenciana de Pneumologia i soci honorífic de la Societat Espanyola de Pneumologia i Cirurgia Toràcica.
Militant del PSPV-PSOE, fou governador civil de la província de Castelló el 1993-1996 i regidor de l'ajuntament de Castelló de la Plana de 1999 a 2007. També ha ocupat diversos càrrecs dins l'executiva del PSPV-PSOE, del que n'ha estat secretari general a Castelló de 1999 a 2004. Fou elegit diputat a les Corts Valencianes per la circumscripció de Castelló a les eleccions de 2011. En juliol de 2015 va substituir Francesc Colomer Sánchez, elegit diputat a les Eleccions a les Corts Valencianes de 2015 i que havia estat nomenat president de l'Agència Valenciana de Turisme.